# Liste der Monuments historiques in Sourdun
Die Liste der Monuments historiques in Sourdun führt die Monuments historiques in der französischen Gemeinde Sourdun auf.

## Liste der Bauwerke
| Bezeichnung                        | Beschreibung                  | Standort                 | Kennzeichnung | Schutzstatus | Datum | Bild           |
| ---------------------------------- | ----------------------------- | ------------------------ | ------------- | ------------ | ----- | -------------- |
| Kirche St-Martin                   | Erbaut im 12./13. Jahrhundert | Place de l’Église (Lage) | PA00087292    | Classé       | 1971  | weitere Bilder |
| Ehemaliges Priorat (heute Rathaus) | Erbaut im 17. Jahrhundert     | Place de l’Église (Lage) | PA00087293    | Classé       | 1971  | weitere Bilder |

## Liste der Objekte
Zum Verständnis siehe: Kirchenausstattung
- Monuments historiques (Objekte) in Sourdun in der Base Palissy des französischen Kultusministeriums